# Saint-Brès (Hérault)
Saint-Brès is een gemeente in het Franse departement Hérault (regio Occitanie). De plaats maakt deel uit van het arrondissement Montpellier. Saint-Brès telde op 1 januari 2022 3.462 inwoners.

## Geografie
De oppervlakte van Saint-Brès bedroeg op 1 januari 2022 4,86 vierkante kilometer; de bevolkingsdichtheid was toen 712,3 inwoners per km².

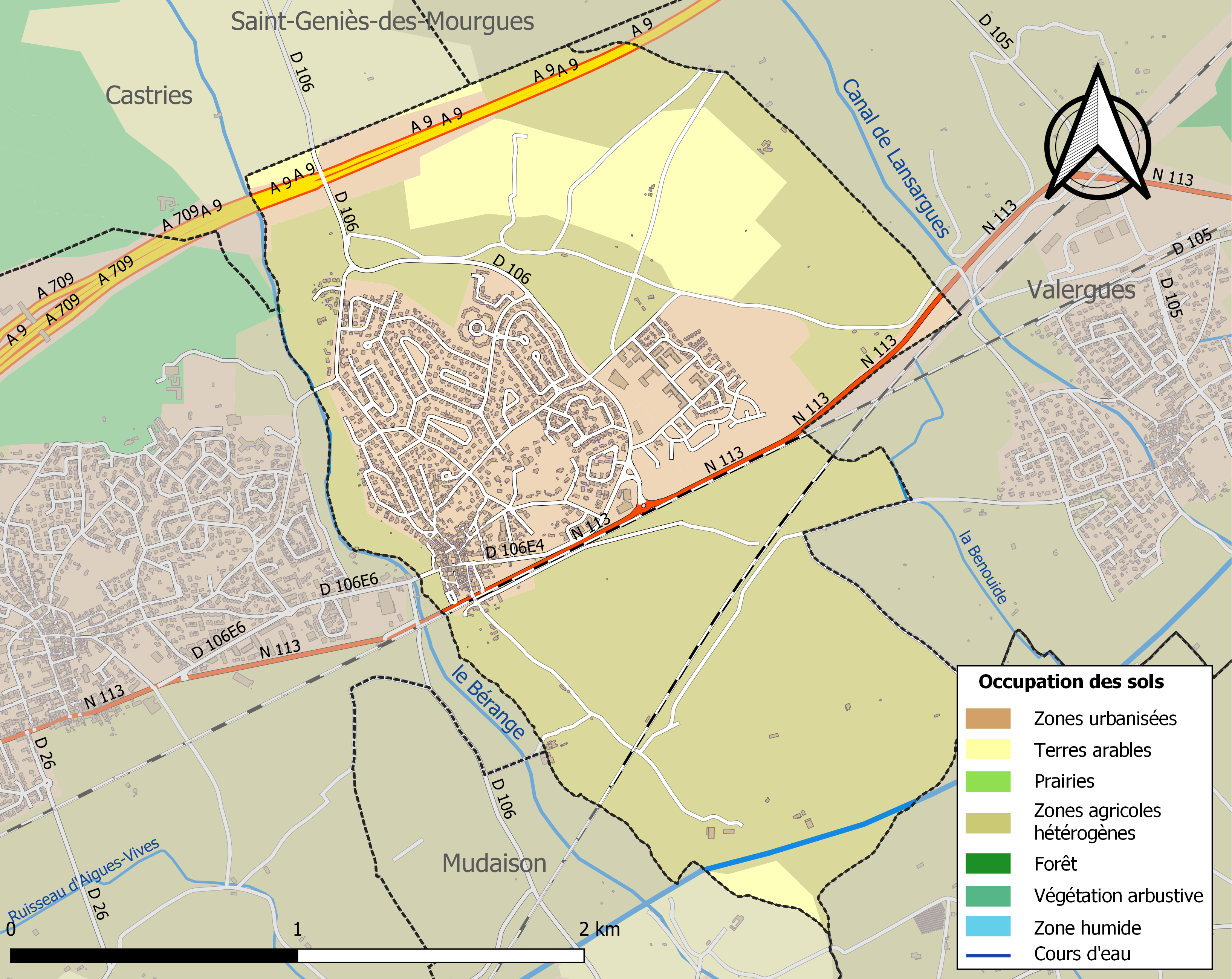
Kaart van de gemeente met belangrijkste infrastructuur, bodemgebruik en omliggende gemeenten

## Demografie
Onderstaande figuur toont het verloop van het inwonertal (bron: INSEE-tellingen).